# 神志那弘志
神志那 弘志（こうじな ひろし、1963年6月4日 - ）は、日本の男性アニメーター、キャラクターデザイナー、アニメーション演出家、アニメーション監督。株式会社スタジオ・ライブ代表取締役。日本アニメーター・演出協会 (JAniCA) 会員。熊本県熊本市出身。

## 来歴・人物
1982年、スタジオ・ライブ入社。同社所属アニメーターの主任を経て、2011年、同社社長に就任。
趣味は競馬。一口馬主として過去にドリームジャーニーやオルフェーヴルなどに出資していたこともある。

## 参加作品

### アニメ

#### 監督作品
2004年
- グレネーダー 〜ほほえみの閃士〜（2004年 - 2005年、監督、絵コンテ、演出）

2006年
- 牙 -KIBA-（2006年 - 2007年、監督、絵コンテ）

2007年
- 魔人探偵脳噛ネウロ（2007年 - 2008年、監督、絵コンテ）

2010年
- RAINBOW-二舎六房の七人-（監督、絵コンテ、演出）

2011年
- HUNTER×HUNTER（2011年 - 2014年、監督）

2020年
- 魔神英雄伝ワタル 七魂の龍神丸（監督、絵コンテ）

2021年
- リョーマ! The Prince of Tennis 新生劇場版テニスの王子様（監督）
- 吸血鬼すぐ死ぬ（監督、絵コンテ）

2023年
- 吸血鬼すぐ死ぬ2（監督、絵コンテ）

#### その他
1981年
- Dr.スランプ アラレちゃん（1981年 - 1986年、動画）

1983年
- 幻魔大戦（動画）

1984年
- とんがり帽子のメモル（1984年 - 1985年、原画）

1985年
- 超獣機神ダンクーガ（キャラクターデザイン）
- ラブ・ポジション ハレー伝説（オリジナルキャラクターデザイン）

1987年
- シティーハンター（1987年 - 1988年、作画監督）

1988年
- シティーハンター2（1988年 - 1989年、原画・作画監督）
- 魔神英雄伝ワタル（1988年 - 1989年、OP原画）

1989年
- シティーハンター 愛と宿命のマグナム（作画監督）
- 魔動王グランゾート（1989年 - 1990年、作画監督）

1990年
- 魔神英雄伝ワタル2（作画監督・ゲストキャラクターデザイン）

1991年
- シティーハンター'91（キャラクターデザイン）
- 超幕末少年世紀タカマル（原画）

1992年
- 新・超幕末少年世紀タカマル（1992年 - 1993年、原画・絵コンテ・演出・作画監督）

1993年
- 疾風!アイアンリーガー（1993年 - 1994年、作画監督）
- Dr.スランプ アラレちゃん んちゃ!ペンギン村より愛をこめて（原画）

1994年
- マクロスプラス（1994年 - 1995年、原画）

1995年
- 空想科学世界ガリバーボーイ（キャラクターデザイン）

1996年
- 天空のエスカフローネ（原画）
- ガンバリスト! 駿（1996年 - 1997年、原画）

1997年
- 地獄先生ぬ〜べ〜 午前0時ぬ〜べ〜死す!（原画）

1998年
- TRIGUN（原画）
- カウボーイビバップ（1998年 - 1999年、原画）
- 名探偵コナン（1998年 - 、原画）

1999年
- 十兵衛ちゃん -ラブリー眼帯の秘密-（原画）

2000年
- はじめの一歩（2000年 - 2002年、総作画監督）
- AMON デビルマン黙示録（キャラクターデザイン・作画監督）
- デジモンアドベンチャー02 デジモンハリケーン上陸!! / 超絶進化!!黄金のデジメンタル（原画）
- 劇場版 天空のエスカフローネ（原画）
- 機巧奇傳ヒヲウ戦記（2000年 - 2001年、OP/ED原画・作画監督）

2001年
- デジモンアドベンチャー02 ディアボロモンの逆襲（原画）
- 頭文字D Third Stage（原画）
- スターオーシャンEX（オープニングアニメーション）
- 犬夜叉（2001年 - 2004年、原画）

2003年
- 冒険遊記プラスターワールド（2003年 - 2004年、キャラクターデザイン・総作画監督）

2004年
- エリア88（キャラクターデザイン・総作画監督）
- 王ドロボウJING in Seventh Heaven（第2原画）
- 流星戦隊ムスメット（原画）

2005年
- 劇場版ポケットモンスター アドバンスジェネレーション ミュウと波導の勇者 ルカリオ（原画）

2006年
- BLACK BLOOD BROTHERS（原画）
- コードギアス 反逆のルルーシュR2（2006年 - 2007年、原画）

2008年
- 恋姫†無双（OP原画）
- ONE OUTS -ワンナウツ-（アクション作画監督・原画）

2009年
- バスカッシュ!（原画）
- 戦場のヴァルキュリア（ED1原画）

2010年
- MAJOR 6th season（コンテ）
- 学園黙示録 HIGHSCHOOL OF THE DEAD（原画）
- イナズマイレブン（2010年 - 2011年、原画）
- 夢色パティシエールSP プロフェッショナル（絵コンテ）

2011年
- SUPERNATURAL: THE ANIMATION（絵コンテ）
- 逆境無頼カイジ 破戒録篇（絵コンテ・作画監督補佐・OP原画）
- TIGER & BUNNY（作画監督）
- あの日見た花の名前を僕達はまだ知らない。（原画）
- 青の祓魔師（原画）

2014年
- ソードアート・オンラインII（絵コンテ）
- 怪盗ジョーカー（絵コンテ）

2015年
- ダイヤのA（絵コンテ）
- 聖闘士星矢 黄金魂 -soul of gold-（総作画監督）
- NHKスペシャルアニメドキュメント あの日、僕らは戦場で（キャラクターデザイン）
- うしおととら（2015年 - 2016年、絵コンテ・演出・原画）

2017年
- アイドル事変（OP絵コンテ・絵コンテ）
- 鬼平（絵コンテ）
- ずんだホライずん（育成責任担当）
- マーベル フューチャー・アベンジャーズ（絵コンテ）

2018年
- 多田くんは恋をしない（原画）

2023年
- SAND LAND（ディレクションアドバイザー・絵コンテ・演出）

2024年
- SAND LAND: THE SERIES（ディレクションアドバイザー・絵コンテ・演出）
- ラーメン赤猫（絵コンテ）
- チ。-地球の運動について-（絵コンテ）
- アクロトリップ（絵コンテ）

### ゲーム
- ドラゴンスレイヤー英雄伝説II（原画）
- 空想科学世界ガリバーボーイ（キャラクターデザイン、Huビデオパート作監、演出〈PCエンジン版〉、シネパックパート作監、演出〈セガサターン版〉）
- サイキックフォース（OPアニメーションキャラクターデザイン[注 2]）
- サイキックフォースパズル大戦（エンディンググラフィック）
- サウザンドアームズ（演出）
- サイキックフォース2（OPアニメーション原画）
- 冒険遊記プラスターワールド（コンセプトデザイン・キャラクターデザイン）